# Campylopus praetermissus
Campylopus praetermissus là một loài Rêu trong họ Dicranaceae. Loài này được J.-P. Frahm mô tả khoa học đầu tiên năm 1985.